# Ivoire Academie Football Club
Maillots
L'Ivoire Academie FC ("IAFC") est un club ivoirien de football basé à Abidjan. Le club évolue en Ligue 2.
IAFC est le club d'Ivoire Académie, une académie de football (sport-étude).